# یونیون ولی (تگزاس)
یونیون ولی، تگزاس(به انگلیسی: Union Valley, Texas) شهری در ایالت تگزاس از ایالات جنوبی ایالات متحده آمریکا است.